# Aukštaitija
Aukštaitija (litovsko Aukštaitija, v prevodu Zgornje dežele) je ena od petih etnografskih regij Litve. Ime izvira ali iz njene geografske lege v zgornjem porečju Nemena (litovsko Nemunas) ali je povezano z nižavjem, ki sega do Šiauliaia. 

## Geografija
Aukštaitija je v severovzhodnem delu Litve in zajema tudi majhen del Latvije in Belorusije. Največje mesto v celotni regiji je Panevėžys, ki se šteje za njeno glavno mesto, čeprav ne v povsem političnem smislu. Drugo največje litovsko mesto Kaunas deli na dvoje reka Nemen, tako da spada v Aukštaitijo samo njegov severni del. Južni del mesta spada v Suvalkijo. Največja mesta po številu prebivalcev so: 
- Kaunas – 298.753
- Panevėžys – 84.587
- Jonava – 26.423
- Utena – 25.397
- Kėdainiai – 22.677
- Ukmergė – 20.154
- Visaginas – 18.024
- Radviliškis – 15.161

V regiji je veliko jezer, zlasti na vzhodu. 

## Zgodovina
Zgodovinsko gledano je Aukštaitija do 13. stoletja ustrezala Kneževini Litvi. Njena prva prestolnica je bil najverjetneje Kernavė. V Gediminasovem sporazumu iz leta 1322 je Aukštaitija imenovana terra Eustoythen (dežela Aukštajtov). Nekateri nemški viri so velikega kneza Gediminasa, po katerem se imenuje dinastija Gediminovičev, imenovali tudi rex de Owsteiten (kralj Aukštaitije). V pruski kroniki, napisani okoli leta 1326, je bila omenjena kot Austechia. Politično je od konca 13. stoletja obsegala kneževino Vilna/Litva in kneževino Trakai. Ime Aukštaitija se je morda uporabljalo za označevanje obeh skupaj. Od 15. stoletja sta kneževini Trakai in Vilna sestavljali Aukštaitijo kot politično in etnično zasnovano enoto, znano tudi kot ožje Litva.

"Mi ne vemo, po čigavi zaslugi ali krivdi je bila sprejeta taka odločitev, ali s čim smo vaše gospodstvo tako užalili, da se je vaše gospodstvo usmerilo proti nam in nam povsod povzročalo stisko. Najprej ste sprejeli in objavili odločitev o deželi Samogitiji, ki je naša dediščina in naša domovina iz pravnega nasledstva prednikov in starešin. Še vedno jo imamo v lasti, je in je vedno bila ista litovska zemlja, ker je en jezik in isti prebivalci. Toda ker se dežela Samogitija nahaja nižje od dežele Litve, se imenuje Samogitia. V litovščini se  imenuje Žemaitija, kar pomeni Spodnja dežela. In Samogiti imenujejo Litvo Aukštaitija, ker je s samogitskega vidika Zgornja dežela. Žemaiti  se že od nekdaj imenujejo Litovci in nikoli Samogiti, in zaradi take istovetnosti (sic) v našem pismu ne pišemo o Samogitiji, ker je vse eno: ena država in prav tako prebivalci."

— Vitautas Veliki, odlomek iz njegovega v latinščini pisanega pisma, poslanega 11. marca 1420 Sigismundu Luksemburškemu, cesarju Svetega rimskega cesarstva. V njem je opisano jedro Velike litovske kneževine, sestavljeno iz Samogitije

## Demografija
Domačini večinoma govorijo aukštaitsko narečje litovščine. Po novi klasifikaciji narečij je litovščina razdeljena na samo dve narečji, aukštaitsko in samogitsko, pri čemer so vsa prejšnja narečja razvrščena kot podnarečja. Sudovsko in dzūkijsko narečje zdaj veljata za podnarečji aukštaitščine.  
Regija ima na vzhodu rusko in belorusko manjšino. Tamkajšnja podnarečja imajo zato več izposojenih besed iz teh jezikov. Uporaba narečij se v Litvi na splošno zmanjšuje. 